# Mniophilosoma laeve
Mniophilosoma laeve es una especie de insecto coleóptero de la familia Chrysomelidae. Fue descrita científicamente en 1854 por Wollaston.